# Fraunhofer Academy
Die Fraunhofer Academy in München wurde 2006 gegründet und ist eine Einrichtung der Fraunhofer-Gesellschaft für externe Weiterbildung. Sie setzt sich aus den Fraunhofer-Instituten und einer Geschäftsstelle in der Fraunhofer-Zentrale in München zusammen. Aktuell bieten 17 verschiedene Fraunhofer-Institute und ihre jeweiligen Kooperationspartner unter dem Dach der Fraunhofer Academy berufsbegleitende Studiengänge, Zertifikatsprogramme und Seminare an.

## Gründung
Am 23. Juni 2005 haben die Regierungschefs von Bund und Ländern den Pakt für Forschung und Innovation beschlossen, der eine verstärkte Förderung der von Bund und Ländern gemeinsam geförderten großen Wissenschafts- und Forschungsorganisationen zum Ziel hat. Im Zuge dessen schuf die Fraunhofer-Gesellschaft regionale Innovationscluster zwischen ihren Forschungsinstituten und gründete zur Förderung des Wissenstransfers zwischen Forschung und Industrie die Fraunhofer Technology Academy. Im Jahr 2009 wurde sie in den heutigen Namen umbenannt. Bei ihrer Gründung 2006 bestand die Fraunhofer Academy aus vier Fraunhofer-Instituten mit fünf Weiterbildungsprogrammen und der Geschäftsstelle. Mittlerweile umfasst sie 17 Partner-Institute, die insgesamt 27 Weiterbildungsprogramme anbieten.

## Profil
Die Bildungseinrichtung richtet sich mit ihren Studiengängen, Zertifikatsprogrammen und Seminaren nach eigenen Angaben an Fach- und Führungskräfte aus der Industrie und Wirtschaft, die sich neben dem Beruf in einem technologischen Fachgebiet weiterbilden wollen sowie an Unternehmen, die Mitarbeiter qualifizieren und so ihre Wettbewerbsfähigkeit auf dem internationalen Markt steigern möchten. In alle Weiterbildungsangebote der Fraunhofer Academy fließen Erkenntnisse aus den anwendungsorientiert forschenden Fraunhofer-Instituten mit ein. Die Bildungseinrichtung bietet Weiterbildungsprogramme in fünf Schwerpunktbereichen an:
- Technologie und Innovation
- Energie und Nachhaltigkeit
- Logistik und Produktion
- Fertigungs- und Prüftechnik
- Information und Kommunikation

## Studiengänge, Zertifikatsprogramme und Seminare
Das Angebot umfasst zum einen berufsbegleitende wissenschaftliche Weiterbildung (Studiengänge, universitäre Zeugnisse) und zum anderen berufsqualifizierende Weiterbildungsangebote (Zertifikatsprogramme, Seminare). Längerfristige Programme wie Studiengänge werden hauptsächlich in Fernlehre oder als Blended-Learning-Programme angeboten, Zertifikatsprogramme und Seminare können in Blockkursen in Präsenz absolviert werden. Die inhaltlichen Schwerpunkte orientieren sich an der thematischen Bandbreite der forschenden Fraunhofer-Institute. Bei allen Weiterbildungsprogrammen wird Berufserfahrung, teilweise Führungserfahrung, vorausgesetzt.

## Partner und Kooperationen
Die aktuell 17 Fraunhofer-Institute in der Fraunhofer Academy betreiben zum Teil bereits seit Jahren Weiterbildung oder befinden sich im Aufbau neuer Weiterbildungsangebote.
Siehe auch: Liste der Partner-Institute der Fraunhofer Academy
Im Bereich der wissenschaftlichen Weiterbildung kooperiert die Bildungseinrichtung mit Hochschulen und Universitäten in Deutschland und der Schweiz:
- RWTH Aachen
- Albert-Ludwigs-Universität Freiburg
- FernUniversität in Hagen
- Europäische Fernhochschule Hamburg
- TU Kaiserslautern
- Universität Stuttgart
- Universität Kassel
- Hochschule für Technik und Wirtschaft des Saarlandes
- Universität Oldenburg
- Universität St. Gallen[6]

Die Hochschulen übernehmen in den akademischen Weiterbildungsprogrammen formale Aspekte wie Immatrikulation, Verwaltung und die Verleihung der akademischen Grade und Zeugnisse. Die Studieninhalte, Dozenten und Praxislabore werden von den Fraunhofer-Instituten und den Hochschulen gleichermaßen gestellt. Die Zertifikatskurse und Seminare werden von den Fraunhofer-Instituten alleinverantwortlich konzipiert, verwaltet und durchgeführt. Die Geschäftsstelle der Fraunhofer Academy unterstützt die Weiterbildungsangebote der Fraunhofer-Institute durch zentrale Marketing- und Beratungstätigkeiten.